# Équipe cycliste GI Group Holding-Simoldes-UDO
L'équipe cycliste GI Group Holding-Simoldes-UDO est une équipe cycliste masculine portugaise, créée en 2014 et basée à Oliveira de Azeméis. Elle court avec le statut d'équipe continentale depuis 2018.

## Histoire
Manuel Coreira et Luis Pinheiro, deux formateurs de coureurs cycliste sur route, fondent le Bike Club de Portugal en 2014 avec l'objectif de former de jeunes coureurs. L'équipe, avec le soutien de la compagnie d'assurance Liberty Seguros et de la société de réparation de pare-brise Carglass, commence les courses l'année suivante, avec les classements U23.
En 2018, l'équipe obtient la licence d'équipe continentale.

## Dopage
En octobre 2024, Luís Gomes est provisoirement suspendu par l'Autorité antidopage portugaise en raison d'anomalies constatées dans son passeport biologique.

## Principales victoires

### Courses par étapes
- Tour du Portugal de l'Avenir : José Neves (2017)

### Championnats nationaux
- Championnats du Portugal sur route : 3
  - Contre-la-montre espoirs : 2016 (Gaspar Gonçalves), 2017 (José Neves) et 2020 (Guilherme Mota)

## Classements UCI
L'équipe participe aux épreuves des circuits continentaux et en particulier de l'UCI Europe Tour. Les tableaux ci-dessous présentent les classements de l'équipe sur les différents circuits, ainsi que son meilleur coureur au classement individuel.
UCI America Tour
| UCI America Tour | UCI America Tour       | UCI America Tour                          | UCI America Tour |
| Année            | Classement par équipes | Meilleur coureur au classement individuel |                  |
| ---------------- | ---------------------- | ----------------------------------------- | ---------------- |
| 2019             | -                      | Juan Felipe Osorio (90e)                  |                  |
|                  |                        |                                           |                  |
| Source : UCI     |                        |                                           |                  |

UCI Europe Tour
| UCI Europe Tour | UCI Europe Tour        | UCI Europe Tour                           | UCI Europe Tour |
| Année           | Classement par équipes | Meilleur coureur au classement individuel |                 |
| --------------- | ---------------------- | ----------------------------------------- | --------------- |
| 2018            | 121e                   | André Carvalho (1088e)                    |                 |
| 2019            | 99e                    | Fábio Costa (1005e)                       |                 |
| 2020            | 40e                    | Luís Gomes (302e)                         |                 |
| 2021            | 82e                    | César Fonte (949e)                        |                 |
| 2022            | 84e                    | Luís Gomes (675e)                         |                 |
| 2023            | 79e                    | -                                         |                 |
|                 |                        |                                           |                 |
| Source : UCI    |                        |                                           |                 |

L'équipe est également classée au Classement mondial UCI qui prend en compte toutes les épreuves UCI et concerne toutes les équipes UCI.
| Classement mondial | Classement mondial     | Classement mondial                        | Classement mondial |
| Année              | Classement par équipes | Meilleur coureur au classement individuel |                    |
| ------------------ | ---------------------- | ----------------------------------------- | ------------------ |
| 2018               | -                      | André Carvalho (1678e)                    |                    |
| 2019               | 185e                   | Juan Felipe Osorio (763e)                 |                    |
| 2020               | 69e                    | Luís Gomes (369e)                         |                    |
| 2021               | 134e                   | César Fonte (1319e)                       |                    |
| 2022               | 141e                   | Luís Gomes (919e)                         |                    |
| 2023               | 141e                   | Luís Gomes (983e)                         |                    |
| 2024               | -                      | Noah Campos (918e)                        |                    |
|                    |                        |                                           |                    |
| Source : UCI       |                        |                                           |                    |

## Kelly-Simoldes-UDO en 2022
| Cycliste          | Date de naissance | Nationalité | Équipe 2021            |  |
| ----------------- | ----------------- | ----------- | ---------------------- |  |
| Adrián Bustamante | 10 juin 1998      | Colombie    | Kelly-Simoldes-UDO     |  |
| Daniel Dias       | 29 juillet 2001   | Portugal    |                        |  |
| António Ferreira  | 3 avril 2000      | Portugal    | Antarte-Feirense       |  |
| César Fonte       | 10 décembre 1986  | Portugal    | Kelly-Simoldes-UDO     |  |
| Luís Gomes        | 7 mai 1994        | Portugal    | Kelly-Simoldes-UDO     |  |
| Hélder Gonçalves  | 16 juin 2000      | Portugal    | Kelly-Simoldes-UDO     |  |
| Tiago Leal        | 22 octobre 1999   | Portugal    |                        |  |
| Francisco Moreira | 11 mars 1999      | Portugal    |                        |  |
| Carlos Petiz      | 15 mai 2003       | Portugal    |                        |  |
| Afonso Silva      | 22 mars 2000      | Portugal    | Radio Popular-Boavista |  |
| José Sousa        | 16 juillet 1999   | Portugal    | Kelly-Simoldes-UDO     |  |